# East of Sumatra
East of Sumatra is een Amerikaanse avonturenfilm uit 1953 onder regie van Budd Boetticher. In Nederland werd de film destijds uitgebracht onder de titel Gevangenen van het oerwoud.

## Verhaal
Duke Mullane is een mijneigenaar uit Maleisië. Hij wil een tinmijn ontginnen in het oerwoud van een afgelegen eiland. De inheemse bevolking biedt hun aanvankelijk een warm onthaal, maar door een reeks incidenten wekken Duke en zijn mannen de toorn op van de eilandkoning Kiang.

## Rolverdeling
| Acteur           | Personage     |
| ---------------- | ------------- |
| Jeff Chandler    | Duke Mullane  |
| Marilyn Maxwell  | Lory Hale     |
| Anthony Quinn    | Kiang         |
| Suzan Ball       | Minyora       |
| John Sutton      | Daniel Catlin |
| Jay C. Flippen   | Mac           |
| Scatman Crothers | Baltimore     |
| Aram Katcher     | Atib          |
| Anthony Eustrel  | Clyde         |
| Eugene Iglesias  | Paulo         |
| Peter Graves     | Cowboy        |
| Earl Holliman    | Cupid         |
| James Craven     | Drake         |
| John Warburton   | Gregory Keith |